# Pachypus caesus
Pachypus caesus (Erichson, 1840) è un coleottero appartenente alla famiglia degli Scarabeidi (sottofamiglia Melolonthinae).

## Descrizione

### Adulto
P. caesus è un insetto di medie dimensioni, oscillanti tra i 17 e i 19 mm di lunghezza. Come le specie congeneriche è caratterizzata da un notevole dimorfismo sessuale dal momento che i maschi sono alati mentre le femmine non presentano nemmeno le elitre. I maschi presentano elitre nere ed una folta pubescenza nella parte inferiore del corpo, mentre le femmine sono rossastre.

## Biologia
Gli adulti sono visibili generalmente in autunno e dopo periodi piovosi. I maschi volano sia di giorno che di notte alla ricerca delle femmine, che invece rimangono al suolo e, spesso, sotto di esso. I maschi, invece, possono essere osservati anche appesi a testa in giù agli steli di erbe e arbusti.

## Distribuzione
P. caesus è un endemismo della Sicilia.